# Kinetische Gastheorie
Die kinetische Gastheorie (früher auch dynamische Gastheorie) ist ein Teilgebiet der statistischen Mechanik.
Die kinetische Gastheorie erklärt die Eigenschaften von Gasen, insbesondere die Gasgesetze, durch die Vorstellung, dass Gase aus einer sehr großen Anzahl kleiner Teilchen (Atome oder Moleküle) bestehen, die in ständiger Bewegung sind (gr. κίνησις kínesis „Bewegung“). Die Theorie führt zu einer mikroskopischen Erklärung der Eigenschaften von Temperatur und Wärme, die in der Thermodynamik durch ihre makroskopischen Eigenschaften definiert sind.

## Geschichte
Schon im 17. Jahrhundert vermuteten Physiker wie Francis Bacon, dass Wärme eine Form der Bewegung ist. Der Erste, der eine vollständigere Theorie entwarf, war Daniel Bernoulli 1738. Ihm folgten u. a. Michail Wassiljewitsch Lomonossow, Georges-Louis Le Sage, John Herapath und John James Waterston, jedoch wurden deren Überlegungen weitgehend ignoriert. Erst ab 1860 fand die kinetische Gastheorie durch die Arbeiten von Physikern wie Rudolf Clausius, James Clerk Maxwell und Ludwig Boltzmann breitere Anerkennung. Gleichzeitig wurde die kinetische Gastheorie aber auch heftig bestritten, sogar noch bis ins 20. Jahrhundert hinein u. a. durch Ernst Mach und Wilhelm Ostwald, da sie vollständig von der damals als Hypothese betrachteten Existenz der Atome oder Moleküle abhängt.

## Grundannahmen der Theorie
Die wichtigsten Grundannahmen der Theorie sind:
1. Die Teilchen eines Gases (Atome, Moleküle) sind von vernachlässigbarer Größe und ständig in ungeordneter, aber statistisch fassbarer Bewegung.
2. Zwischen ihren Zusammenstößen bewegen sie sich gleichförmig und unabhängig voneinander, ohne Bevorzugung einer Richtung.
3. Die Teilchen üben keine Kräfte aufeinander aus, solange sie sich nicht gegenseitig berühren.
4. Zusammenstöße der Teilchen untereinander und mit der Gefäßwand gehorchen dem Gesetz des elastischen Stoßes. Bei den Zusammenstößen sind immer nur zwei Teilchen involviert.

Aus diesen Annahmen entwickelt die kinetische Gastheorie Formeln, die für ein ideales Gas die Größen Druck, spezifische Wärme, Schallgeschwindigkeit, Diffusion, Wärmeleitung und innere Reibung vorhersagen. Die Formeln geben die Beobachtungen an vielen wirklichen Gasen gut wieder und führten beispielsweise zu ersten Bestimmungen der Größe, Anzahl und Masse der Atome bzw. Moleküle. Durch ergänzende Zusätze zu den Annahmen Nr. 3 und 4 wurde auch das abweichende Verhalten realer Gase in die kinetische Gastheorie einbezogen, wie es z. B. in der van der Waalsschen Zustandsgleichung beschrieben wird.